# دیوید جونز (بازیکن فوتبال، زاده ۱۹۳۵)
دیوید جونز (انگلیسی: David Jones؛ ۳ مارس ۱۹۳۵ – ۳ ژوئیه ۲۰۱۴) بازیکن فوتبال اهل انگلستان بود.
از باشگاه‌هایی که در آن بازی کرده‌است می‌توان به باشگاه فوتبال سوانزی سیتی و باشگاه فوتبال یئوویل تاون اشاره کرد.